# カーティス・フラー
カーティス・フラー（Curtis Fuller、1932年12月15日 - 2021年5月8日）は、アメリカ合衆国ミシガン州デトロイト出身のモダン・ジャズのトロンボーン奏者。『ブルースエット』に収録されたソウル・ジャズの有名曲「ファイブ・スポット・アフター・ダーク」がよく知られている。

## キャリア
幼少の頃に両親と死に別れ、孤児だったフラーは、デトロイトの学校でポール・チェンバース、ドナルド・バードと知り合う。1953年から1955年軍隊に在籍し、その後ユセフ・ラティーフのバンドに加わった。1957年にニューヨークへ行き彼はプレスティッジ・レコードに初リーダーアルバムを録音した。以後ブルーノート・レコードでも活躍し、特にジョン・コルトレーンのリーダー作である『ブルー・トレイン』は、リー・モーガンと共に3管の一人として参加し評価された。彼自身も、ブルーノートにはリーダー作をいくつか残した。また、1959年にはアート・ファーマーやベニー・ゴルソンらと共にジャズテットのメンバーとして活動し、1961年から1965年にはアート・ブレイキー率いるジャズ・メッセンジャーズに所属していた。他に共演者はトミー・フラナガン、ジミー・ギャリソン、ソニー・クラーク、ズート・シムズ、ハンク・モブレー、ボビー・ティモンズ、アート・テイラー、ジョー・ヘンダーソン等がいる。
ジミー・ウィルキンス楽団で活動していた。
2021年5月8日、デトロイトの介護施設で死去。86歳没。ただし死因は明らかにされていない。

## ディスコグラフィ

### リーダー・アルバム
- 『ニュー・トロンボーン』 - New Trombone (1957年、Prestige)
- 『ジ・オープナー』 - The Opener (1957年、Blue Note)
- 『ボーン&バリ』 - Bone & Bari (1957年、Blue Note)
- 『ジャズ・イッツ・マジック』 - Jazz ...It's Magic! (1957年、Regent)
- 『カーティス・フラーVol.3』 - Curtis Fuller Volume 3 (1957年、Blue Note)
- 『トゥー・ボーンズ』 - Two Bones (1958年、Blue Note)
- 『スライディング・イージー』 - Sliding Easy (1959年、United Artists)
- 『ブルースエット』 - Blues-ette (1959年、Savoy)
- 『ザ・カーティス・フラー・ジャズテット』The Curtis Fuller Jazztet (1959年、Savoy)
- 『イマジネイション』 - Imagination (1959年、Savoy)
- 『イメージズ』 - Images of Curtis Fuller (1960年、Savoy)
- 『ボス・オブ・ザ・ソウル・ストリーム・トロンボーン』 - Boss of the Soul-Stream Trombone (1960年、Warwick)
- 『ザ・マグニフィセント・トロンボーン』 - The Magnificent Trombone of Curtis Fuller (1961年、Epic)
- 『サウス・アメリカン・クッキン』 - South American Cookin' (1961年、Epic)
- 『ソウル・トロンボーン』 - Soul Trombone (1961年、Impulse!)
- 『キャビン・イン・ザ・スカイ』 - Cabin in the Sky (1962年、Impulse!)
- 『カーティス・フラー・ウィズ・レッド・ガーランド』 - Curtis Fuller with Red Garland (1963年、New Jazz) ※1957年録音
- Curtis Fuller and Hampton Hawes with French Horns (1965年、Status) ※1957年録音
- 『クランキン』 - Crankin' (1971年、Mainstream)
- 『スモーキン』 - Smokin' (1972年、Mainstream)
- 『フォー・オン・ジ・アウトサイド』 - Four on the Outside (1978年、Timeless)
- Fire and Filigree (1978年、Bee Hive)
- Giant Bones '80 (1979年、Sonet)
- Giant Bones at Nice (1980年、Ahead)
- 『ミーツ・ローマ・ジャズ・トリオ』 - Curtis Fuller Meets Roma Jazz Trio (1982年、Timeless)
- 『ブルースエット・パートII』 - Blues-ette Part II (1993年、Savoy) ※旧邦題『ブルース・エットVol.2』
- Up Jumped Spring (2003年、Delmark)
- Keep It Simple (2003年、Savant)
- I Will Tell Her (2010年)
- The Story of Cathy and Me (2011年、Challenge)
- Down Home (2012年)
- In New Orleans (2018年、Progressive)